# SV Lokomotive Rangsdorf
Der Sportverein Lokomotive Rangsdorf, kurz SV Lok Rangsdorf, ist ein Sportverein aus Rangsdorf in Brandenburg. Im April 2003 zählte der Verein 553 Mitglieder in acht Abteilungen.

## Geschichte
Das Jahr 1953 war das Gründungsjahr des heutigen Sportvereins. Damals wurde die Sportgemeinschaft Rangsdorf aufgelöst. An ihre Stelle traten zwei Betriebssportgemeinschaften. Während die Fußballer in der BSG Aufbau unterkamen, bildeten die Handballer ab dem 15. Januar 1953 die Betriebssportgemeinschaft Lokomotive Rangsdorf. Im Zuge der politischen Wende in der DDR erfolgte im Jahre 1990 die Umwandlung in einen eingetragenen Verein, dem SV Lokomotive Rangsdorf e. V.

## Abteilungen
Momentan besteht der Verein aus 7 verschiedenen Abteilungen:
- Basketball
- Faustball seit 1959
- Gymnastik seit 1953
- Handball seit 1953
- Kraftsport seit 1985
- Tischtennis seit 2005
- Volleyball seit 1981

### Handball
Die Handballabteilung von Lok Rangsdorf verzeichnet in ihrer Geschichte mehrere Erfolge. Zu den größten Erfolgen zählen die DDR-Meisterschaften der Frauenmannschaft. 1956 und 1961 holten diese den Titel in der Halle. 1955 stiegen die Handballerinnen erstmals in die Oberliga auf. Neben den Meisterschaften wurde die Mannschaft 1958 und 1960 Vizemeister, für das Jahr 1957 ist der dritte Platz überliefert. Grundlage für diese Erfolge war eine hervorragende Jugendarbeit. 1963 konnten die weibliche Handballjugend zum achten Mal seit 1953 die DDR-Meisterschaft der Jugend nach Rangsdorf holen. Mit Spielerinnen wie Edith Noack, Ingrid Schenatzky, Irmgard Gehring, Erika Lehmann und Helga Radtke stellte der Verein auch Nationalspielerinnen der DDR.
DDR-Meisterinnen von 1953: Helga Hockwin – Ursel Frenzel, Inge Glinka, Ulla Kathe, Ingrid Knaths, Hildegard König, Erika Lehmann, Ingrid Schenatzky, Inge Schmidt
DDR-Meisterinnen von 1957: Christel Bernhardt, Jutta Frindt, Irmgard Gehring, Helga Globisch, Heidi Gröpler, Evelin Haase, Marie-Luise Lehmann, Edith Noack, Ingrid Schenatzky, Erika Scholz, Rosi Weinhöfer
Die Handballherren von Lok Rangsdorf stiegen erstmals 1956 in die damals zweigleisige Handball-DDR-Oberliga auf. Mit nur einem Sieg aus den sieben Spielen der Saison 1956/57 stiegen die Rangsdorfer als Tabellenvorletzter gleich wieder ab. Doch kehrten die Lok-Handballer nach einem Jahr wieder in die Oberliga zurück. Im zweiten Anlauf lief es besser. Nach drei Siegen aus acht Spielen schloss die Mannschaft die Saison 1958/59 auf Platz sechs bei neun Teams ab. Dieser Oberligaklassenerhalt war jedoch ein einmaliges Ereignis. In der Saison 1959/60 gelang den Lok-Handballern in vierzehn Spielen ein einziger Sieg. Dies bedeutete den erneuten Abstieg auf dem letzten Tabellenplatz. Eine spätere Rückkehr in den Oberligahandball der DDR gelang Lok Rangsdorf nicht mehr.
Falls eine Erlaubnis bestand, das Material gemäß den Bestimmungen der Lizenz Creative-Commons-Lizenz Namensnennung – Weitergabe unter gleichen Bedingungen 4.0 zu nutzen, oder du selbst der Urheber des Textes in der unten angeführten Quelle bist, sende bitte eine vollständig ausgefüllte Freigabeerklärung unter Verwendung deines Realnamens und der Angabe, um welchen Artikel es geht, an die Adresse permissions-dewikimedia.org per E-Mail.
Wenn du den Rechteinhaber nachträglich um Erlaubnis bitten willst, kannst du diese Textvorlage dafür benutzen.
Nach Bearbeitung durch das Wikipedia-Support-Team wird die Freigabe auf der Diskussionsseite dokumentiert und der Text wiederhergestellt. 
Fragen bitte an: Urheberrechtsfragen
Herkunft: https://www.svlok-rangsdorf.de/informationen/chronik/
 tsor (Diskussion) 07:16, 9. Aug. 2025 (CEST)